# Bundesgymnasium und Bundesrealgymnasium Wien III

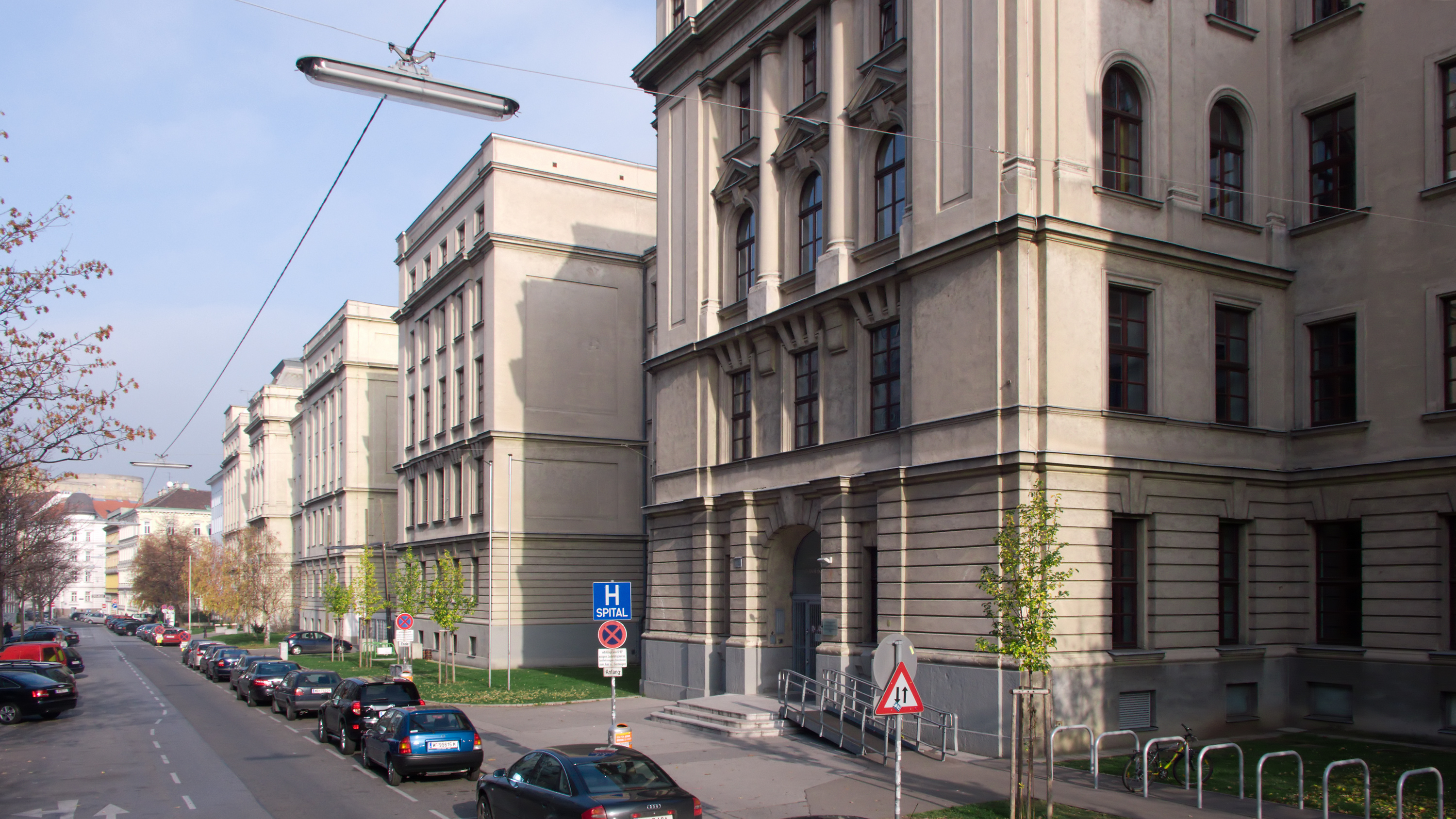
BG und BRG Wien III, Boerhaavegasse

Das Bundesgymnasium und Bundesrealgymnasium Wien III Boerhaavegasse (auch Die Boerhaavegasse) ist ein Gymnasium und Realgymnasium mit musischem Schwerpunkt in der Boerhaavegasse 15 im dritten Wiener Gemeindebezirk Landstraße.

## Geschichte
Die Schule wurde 1919 von Unterstaatssekretär Otto Glöckel als eine von sechs Staatserziehungsanstalten gegründet. Das Ziel war, Kindern unabhängig von Stand und Vermögen der Eltern und der Erreichbarkeit einer öffentlichen Schule die Möglichkeit einer nicht-konfessionellen, nicht-militärischen höheren Schulbildung zu bieten. Das Schulgebäude in der Boerhaavegasse im 3. Wiener Gemeindebezirk hatte vorher als Landwehrakademie gedient.
Ab 1920 verfassungsgemäß Bundeserziehungsanstalt (BEA) bezeichnet, wurde die Schule 1938 nach dem Anschluss Österreichs an Deutschland wieder in Staatserziehungsanstalt umbenannt. Zahlreiche Lehrerinnen und Erzieherinnen wurden entlassen oder versetzt, jüdische Schülerinnen mussten die Schule verlassen ebenso wie alle externen Schülerinnen. Viele Internatsschülerinnen kehrten auch auf Wunsch der Eltern oder auf eigenen Wunsch im September 1938 nicht mehr in die Boerhaavegasse zurück, da die Schule in eine Nationalpolitische Erziehungsanstalt für Mädchen umgewandelt und nach Hubertendorf -Türnitz verlegt wurde. Von dort flohen die verbliebenen Schülerinnen und Lehrerinnen im April 1945 nach Bayern.
Nach dem Krieg wurde das Konzept der Bundeserziehungsanstalten wieder aufgegriffen. Nach Schloss Traunsee (1946) und Graz-Liebenau (1947) nahm im September 1948 auch die Bundeserziehungsanstalt Wien III mit einem neuen Lehrerinnen- und Erzieherinnenteam den Betrieb als Internatsschule wieder auf – zunächst sehr beengt, da ein Teil des Hauses noch als Spital verwendet wurde. Sie wurde als reine Mädchenschule geführt, Buben wurde erst mit dem Schuljahr 1981/82 aufgenommen.
1976 wurden die vier Bundeserziehungsanstalten in Höhere Internatsschulen des Bundes (HIB) umbenannt und blieben bis zum Schuljahr 2001/02 dem Unterrichtsministerium unterstellt. Mit 1. September 2002 wurde die ehemalige BEA bzw. HIB Wien III mit ihrem Internat in den Bereich des damaligen Stadtschulrates für Wien, heute Bildungsdirektion für Wien überführt und in Bundesgymnasium und Bundesrealgymnasium mit musischer Ausbildung umbenannt.
Der Sprachenzweig lief mit dem Schuljahr 2019/20 aus. Alle folgenden Klassen sind Schwerpunktklassen (bildnerisch, musikalisch, Tanz), für deren Besuch eine bestandene Eignungsprüfung nötig ist.

## Lehrer und ehemalige Lehrer
- Ewald Baringer
- Franz Blaimschein
- Elsa Köhler
- Julius Mende
- Herwig Reiter
- Karl Scheit
- Christoph Wigelbeyer
- Grete Yppen

## Ehemalige Schüler
- Nikolaus ‚Niki‘ Adler (ehemaliger Balletttänzer und Choreograph)
- Davide Dato (Balletttänzer)
- Heidelinde und Rudi Gratzl (Musiker)
- Gregor Hatala (Balletttänzer)
- Heidemarie Hatheyer (Schauspielerin)
- Stefanie Lamp (Politikerin)
- Marcel Ostertag (Designer)[8]
- Margarethe Ottilinger (Vorstandsdirektorin der ÖMV)
- Georg Reischl (Balletttänzer und Choreograph)
- Karl Alfred Schreiner (Balletttänzer und Choreograph)[9]
- Matthias Wurz (Dirigent und Musikhistoriker)
- Iva Zabkar (Komponistin)
- Adriana Zartl (Moderatorin)
- Miriam Ziegler (Eiskunstläuferin)
- Sarah Wiener (Unternehmerin, Fernsehköchin, Autorin und Politikerin)
- Sebastian Brauneis (Regisseur, Autor)
- Lucca Lucian (Magier, Weltmeister der Mentalmagie 2022)
- Silvia Kumpan-Takacs (Politikerin)